# Eishockey-Eredivisie (Belgien) 2000/01
Die Saison 2000/01 war die 81. Spielzeit der Eredivisie, der höchsten belgischen Eishockeyspielklasse. Meister wurden zum insgesamt zweiten Mal in der Vereinsgeschichte die Phantoms Deurne.

## Modus
In der Hauptrunde absolvierten die sechs Mannschaften jeweils zehn Spiele. Die drei bestplatzierten Mannschaften qualifizierten sich für die Finalrunde, deren beiden Erstplatzierten sich für das Meisterschaftsfinale qualifizierten. Die übrigen drei Mannschaften bestritten eine Platzierungsrunde um Platz vier. Für einen Sieg nach regulärer Spielzeit erhielt jede Mannschaft drei Punkte, für einen Sieg nach Overtime gab es zwei Punkte, bei einer Niederlage nach Overtime gab es einen Punkt und bei einer Niederlage nach regulärer Spielzeit null Punkte.

## Hauptrunde

### Tabelle
|    | Klub                      | Sp | S | OTS | OTN | N | T  | GT | Punkte |
| -- | ------------------------- | -- | - | --- | --- | - | -- | -- | ------ |
| 1. | Olympia Heist op den Berg | 10 | 5 | 3   | 0   | 2 | 89 | 43 | 21     |
| 2. | Phantoms Deurne           | 10 | 6 | 0   | 3   | 1 | 78 | 35 | 21     |
| 3. | HYC Herentals             | 10 | 5 | 0   | 1   | 4 | 40 | 40 | 16     |
| 4. | Griffoens Geel            | 10 | 4 | 1   | 0   | 5 | 41 | 42 | 14     |
| 5. | Chiefs Leuven             | 10 | 3 | 0   | 0   | 7 | 42 | 67 | 9      |
| 6. | Yeti Bears Eeklo          | 10 | 3 | 0   | 0   | 7 | 42 | 67 | 9      |

Sp = Spiele, S = Siege, OTS = Siege nach Overtime, OTN = Niederlagen nach Overtime, N = Niederlagen

## Zweite Saisonphase

### Finalrunde
|    | Klub                      | Sp | S | OTS | OTN | N | T  | GT | Punkte |
| -- | ------------------------- | -- | - | --- | --- | - | -- | -- | ------ |
| 1. | Phantoms Deurne           | 6  | 5 | 0   | 0   | 1 | 45 | 31 | 15     |
| 2. | HYC Herentals             | 6  | 3 | 0   | 0   | 3 | 32 | 37 | 9      |
| 3. | Olympia Heist op den Berg | 6  | 1 | 0   | 0   | 5 | 29 | 38 | 3      |

Sp = Spiele, S = Siege, OTS = Siege nach Overtime, OTN = Niederlagen nach Overtime, N = Niederlagen

#### Meisterschaftsfinale
- HYC Herentals – Phantoms Deurne 0:2 (4:10, 3:9)

### Platzierungsrunde um Platz 4
|    | Klub             | Sp | S | OTS | OTN | N | T  | GT | Punkte |
| -- | ---------------- | -- | - | --- | --- | - | -- | -- | ------ |
| 4. | Chiefs Leuven    | 4  | 4 | 0   | 0   | 0 | 35 | 14 | 12     |
| 5. | Griffoens Geel   | 4  | 2 | 0   | 0   | 2 | 35 | 32 | 6      |
| 6. | Yeti Bears Eeklo | 4  | 0 | 0   | 0   | 4 | 17 | 41 | 0      |

Sp = Spiele, S = Siege, OTS = Siege nach Overtime, OTN = Niederlagen nach Overtime, N = Niederlagen